# ピックルボール

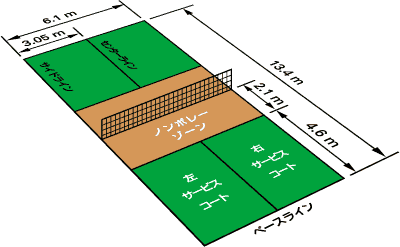
ピックルボールのコート

ピックルボール（Pickleball）は、コートにおいて、プラスチック製で中空のボールに多数の穴があいたものを、木製などの固いパドル（ラケット）で打ち合う競技あるいはスポーツ。卓球・テニス・バドミントンを元に考えられた競技で、ルールや戦略などはテニスに準ずる。

## 特徴
ボールの多数の穴によって空気抵抗が増し、ボールの速度が比較的低いので、年配者や子供でもプレーでき、幅広い世代の人々が楽しめるのが特徴。
何よりプレーヤー同士の交流や身体を動かしていることを楽しむことが主眼のスポーツで、レクリエーション的な性格を持つ。公共施設や学校などにコートが作られていることが多い。

## 歴史
1965年アメリカのベインブリッジ島の とある家庭で、退屈した子が親に「何か楽しい遊びはないの?」と求めたところ、父親がその子のために、家族で楽しめるゲームとして考案し、道具を自作し、それが次第に普及してゆくことになった。ピックル（Pickle）の名前は飼い犬の名前に由来する。
主にアメリカで普及しており、愛好者は40万人を超え、プロピックルボール協会（PPA）のツアー大会など、賞金付き大会も開催されている。特にミックス・ダブルス（=男・女のカップルで行うダブルス）の人気は高い。2020年代以降に習得時間や準備資金などでの手軽さとフィットネスとの波及効果で急激に普及し、アメリカ国内の産業協会が最も急成長しているスポーツとして大きな経済効果を生み出している。2021年にはMLP（メジャーリーグピックルボール）が創設され、2023年時点での競技人口は480万人と推測されている。
日本においても中高齢の人でも楽しめる「生涯スポーツ」として自治体などの主導で普及が図られている。2025年夏には、日本初のプロリーグも開催されている。

## コート
バドミントンと同じサイズのコートで行う（幅6.1m、長さ13.4m）。ネットは公式戦では両端で91.4cm（36インチ=3フィート）中央で86.4cm（34インチ）の高さになるように張るよう定められているが、一般的には90cmの高さにする。
日本では一般的にバドミントンコートを使用するが、屋外コートとしては2017年4月に長野県佐久市にピックルボール専用コートが初めて完成し、2018年12月には国内2例目の屋外常設コート（民間）が長野県佐久市に完成している。なお、一般貸出はしていない模様。
体験イベントなども全国で開催されている。
参考：ピックルボール体験イベント一覧

## 用具

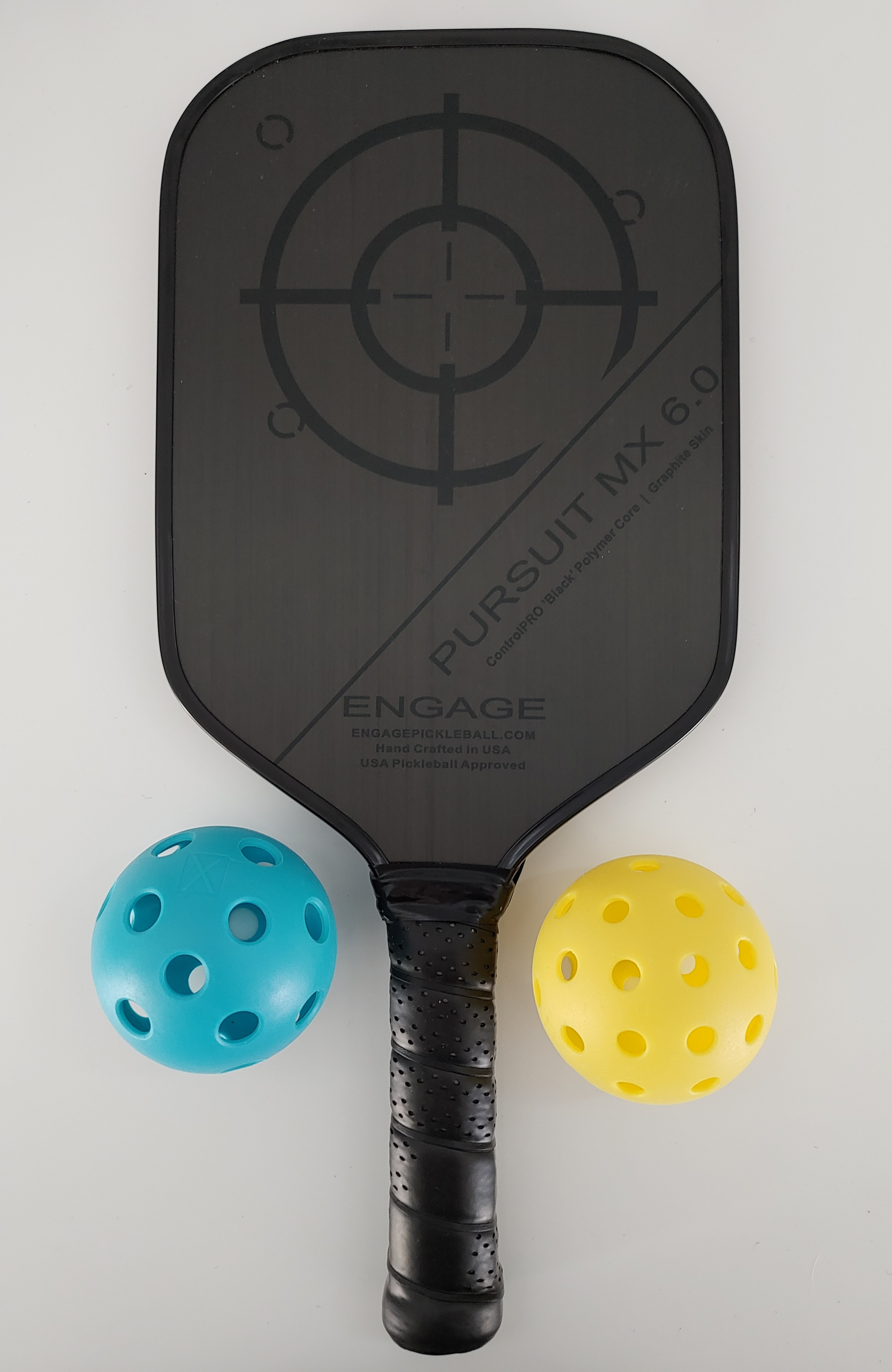
ピックルボールで使用するボールとパドル。ボールは用途に応じた穴の数と大きさが異なる物（左：26（屋内用）、右：40（屋外用））が存在する。

### ボール
直径6.99cm以上7.62cm以内、重さ21グラムから29グラムの中空のプラスチック製のボールの表面に多数の穴があいたものを使う。屋外及び屋外両方に使用可能だが屋外では穴の小さいもの、屋内では穴の大きいものが使われることが多い。

### パドル（ラケット）
卓球のラケットに似たもので、一廻り大きくしたサイズのパドルと呼ばれるラケットを使用する（幅20cm、長さ40cm程度）。ただし、表面にはラバー等は張ってはいけない。安価な木製のものもあるが、より高い競技性を求めて繊維強化プラスチックなどの複合材料のものが用いられることが多い。パドルは「櫂」に由来することから、和名として一部では「櫂球」と呼ぶ場合もある。
ラバーを使用しないため、表面上にデザインアートが施されたパドルも普及している。
- 参考：ピックルボールショップ

## ルール
テニスと同じと考えていいが、いくつか相違点がある。
- サーブ
  - サーバーはベースラインの後ろに立ち、相手の対角側にあるサービスコートに打ち入れるが、必ず腰から下の、アンダーハンドで（つまり下からラケットを振る方法で）行わなければならない。得点が続けば同じプレイヤーがサーブを続ける。失敗(ファール)すればパートナーが2回目をサーブできる。
  - レシーブ側は必ずサーブをワンバウンドさせてから打たなくてはいけない。また、サーブ側も最初のリターンボールはワンバウンドさせて打たなくてはいけない。つまり、テニスでいうサーブアンドボレーはできないことになる。
- ノンボレーゾーン(※キッチン(ゾーン))
  - ワンバウンドする前のボールを打つ場合、ネットから2.1mのノンボレーゾーンに入ってはいけない。打った直後にラインを越えてもファウルとなる。※キッチンゾーンの名の由来。犬のピックルがキッチンに入ってはいけないゾーンから由来。
  - ただし、斜めに飛びながら空中でボレーし、最終的にノンボレーゾーンを飛び超えてコート外に着地することは認められている。これは、活用した選手の名をとった「アーニー」というテクニックとして広まっている。
  - 意図的にノンボレーゾーンへ狙って落とすことで、相手のボレーを封じる「ドロップショット」やドロップショットを打った直後に前に出て立て直す「リセット」がテクニックの一つとなっている。
- ツーバウンドルール
  - サーブから始めて最初の2回のショットは必ず1回ずつバウンドさせてから打たなければならない。
- 得点
  - 得点はサーブ権を持っている側のみに入る。ゲームは1セット11点で行うが、10対10になった場合は2点差がつくまで延長する。3ないし5セットマッチで行う場合が多い。
  - ボールを体（手を除く）で打ち返したり、着衣に触れた場合はファールである。
  - テニスと同じく、ポストの横を回るように返球することはアラウンド・ザ・ポスト(ATP)として認められている。

## 派生競技
- ピックルジャム - カンジャムのフリスビーをピックルボールのボールで行う競技。それに伴い、ボールはピックルボールのラケットを使って行う。
- ピックルスパイク - ピックルボールをスパイクボールのコートで行う競技。それに伴い、スパイクボールのルールで行う。
- パドルスマッシュ - ピックルボールを六角形のお椀型のテーブルをはさんで行う競技。
- ピックルウォール - ピックルボールを壁がある環境の中で行う競技、壁には様々な種類があり、スカッシュやパデル、ジュドポームのコートで行う様式もあれば、壁打ちで行う様式もある。